# Kran
Kran (bolgarsko Крън, Krɤn) je mesto v osrednji Bolgariji malo južno od Stare planine (Balkan). Spada v občino Kazanlak v oblasti Stara Zagora. V Drugem bolgarskem cesarstvu je bil v 13. in 14. stoletju  pomemben grad. Med krajevne znamenitosti spadajo stara tračanska grobnica, mnogo starejše tračansko svetišče in ruševine srednjeveške trdnjave.

## Geografija
Kran leži 5 km severno od Kazanlaka v neposredni bližini prelaza Šipka, glavnega prelaza preko osrednjega Balkana. Zaradi priljubljenosti je bil oktobra 2011 s sklepom Sveta ministrov uradno razglašen za mesto.
V mestu je tovarna vzmeti, ki spada k tovarni strelnega orožja Arsenal AD s sedežem v Kazanlaku.

## Zgodovina
Kran je v tako imenovani Dolini tračanskih kraljev, ki je dobila ime po velikem številu tračanskih najdišč in najdb. Leta 1995 so arheologi pod vodstvom Georgija Kitova pod Sarafovo mogilo izkopali tračansko grobnico iz 4. stoletja pr. n. št., znano kot Kran II.  Grobnica slovi po najstarejših znanih poslikanih frizih v tračanski arhitekturi. Je tudi ena prvih grobnic, zidanih z opeko in malte. Grobnica je od leta 2009 odprta za javnost. Svetišče je iz obdobja 2200-1900 pr. n. št. V njem je tudi devet grobov otrok.
Kran je bil pod sedanjim imenom prvič omenjen v visokem srednjem veku. Leta 1190 so se na umiku v Berojo (zdaj Stara Zagora) v Kran umaknili preživeli bizantinski vojaki z neuspelega pohoda proti Bolgarom.

### Kranski despotat
V poznem 13. stoletju je trdnjava Kran postala prestolnica Kranskega despotata, apanaže Drugega bolgarskega cesarstva. V njem je vladal despot Aldimir, mlajši brat bolgarskega carja Jurija I. Terterja (vladal 1280–1292). Aldimir je posedoval trdnjavo že v 1280. in 1290. letih, zagotovo pa od leta 1298 do 1305 med regentstvom carice Smilecine in svojega nečaka, carja Teodorja Svetoslava (vladal 1300-1322). Leta 1322 je Teodor Svetoslav despotat vzel pod svojo oblast. Na višku Aldimirjeve vladavine se je despotat raztezal od Jambola in Karnobata na vzhodu do Kazanlaka ali Karlova na zahodu.
Zgleda, da je bil despotat kasneje ponovno ustanovljen, ker je pred vladanjem in med vladanjem carja Ivana Aleksandra (vladal 1331-1371) kot kranski despot omenjen njegov oče Sracimir.
Ruševine srednjeveškega gradu so na skalah severno od gradu. Trdnjava je bila zgrajena na ostankih bizantinskega naselja in utrjena v 7.-8. stoletju. Imela je debelo obzidje in nekaj obrambnih stolpov, čeprav je stala na vrhu težko dostopnega klifa.

### Sodobno naselje
Sodobno naselje je bilo ustanovljeno morda v 1370. ali 1380. letih, potem ko so Osmani osvojili in porušili grad. V osmanskem obdobju se je imenovalo Hasat (bolgarsko Хасът, Hasɤt). Has je vrsta osmanskega posestva. Naselje se je v Kran preimenovalo leta 1906.